# Liga de Unidad Socialista (México)
La Liga de Unidad Socialista (LUS) (https://unidadsocialista.org) es una organización política revolucionaria e independiente con orientación Trotskista, simpatizante al Secretariado Unificado de la IV Internacional. Fue fundada en la Ciudad de México el 1 de mayo de 1996 por Manuel Aguilar Mora exdirigente y fundador del Partido Revolucionario de los Trabajadores (México). En la actualidad cuenta con representaciones en los estados de Guanajuato, Jalisco, Estado de México y Ciudad de México. Su órgano central es la revista Unidad Socialista, que se distribuye impresa en las movilizaciones sociales o se puede consultar vía electrónica es https://unidadsocialista.org
El proyecto político de la organización es hacia la construcción de un partido revolucionario independiente y de clase (proletaria), que sea socialista, internacionalista, feminista, ecologista, obrera, campesina, indígena y popular, hacia la organización de la revolución socialista. 

## Antecedentes: el PRT
La Liga de Unidad Socialista (LUS) tiene como antecedente al Partido Revolucionario de los Trabajadores (México) fundado en 1976 por Manuel Aguilar Mora y Edgard Sánchez Ramírez (entre otros) como unificación de varios grupos marxistas revolucionarios y trostkistas. El PRT era parte del Secretariado Unificado de la IV Internacional.
El grupo original del cual surgieron la mayoría de estas formaciones del PRT se remonta a 1969 al Grupo Comunista Internacionalista (GCI) constituido por una veintena de estudiantes que habían participado destacadamente en el movimiento estudiantil popular de 1968. Pero también desde un principio participaron en esta corriente veteranos revolucionarios que venían de más atrás. Este es el caso especialmente de José Revueltas  el escritor y revolucionario legendario que desde 1929, a la edad de quince años, fue dirigente de la Juventud Comunista de México y poco después preso político por uno de los gobiernos del Maximato callista y enviado a las Islas Marías. En los años sesenta el GCI coexistía al lado de diversas corrientes revolucionarias comunistas de un variado abanico que incluía a maoístas, castro-guevaristas, diferentes corrientes trotskistas, tales como la Liga Socialista (LS) y la Liga Obrera Marxista (LOM). De este primer periodo fue de donde se forjaron los cuadros clave para la formación del PRT. 
El PRT Fue un partido que impulsó las luchas de la clase trabajadora del campo y la ciudad así como de las principales fuerzas políticas impulsoras del feminismo y del reconocimiento de los derechos lésbico-gays en los años setenta y ochenta en México.
El PRT obtuvo su registro legal en 1979, lanzó en dos ocasiones para candidata a la presidencia a Rosario Ibarra de Piedra, la primera ocasión en 1982 y la segunda en 1988. Fue en ese último año (1988) donde el PRT perdió su registro como partido institucional ante el Instituto Federal Electoral (México) y ocasionó el fraccionamiento del mismo. La corriente de Edgard Sánchez se integró al Partido de la Revolución Democrática para trabajar con Cuauhtémoc Cárdenas Solórzano; por otro lado, la corriente de Manuel Aguilar Mora continuó con reuniones ocasionales hasta que en 1996 se fundó la Liga de Unidad Socialista (México) integrada en primera cuenta por exmiembros del PRT que se rehusaron a trabajar en conjunto con el PRD.

## Actualidad
En la actualidad la Liga de Unidad Socialista (México) busca construir un Partido Revolucionario, independiente y de clase que pueda darle dirección a las luchas de los trabajadores, de las clases y sectores oprimidos; según los principios de la LUS, este partido debe ser independiente a la estructura de la clase burguesa, lo que significa no tendrá registro electoral, sino trabajará de manera autónoma y autosustentable rumbo a la organización de la revolución socialista.
En 2010 la Liga de Unidad Socialista y el equipo editorial de Madera, periódico clandestino, antiguo órgano central de la Liga Comunista 23 de Septiembre (1973-1981), decidieron sumar esfuerzos e integrarse al proyecto político hacia la construcción de una organización revolucionaria, socialista, internacionalista, feminista, ecologista, obrera, campesina, indígena y popular. Proyecto al cual se invita a otras organizaciones a sumarse. 